# Jan Szczurek-Cergowski

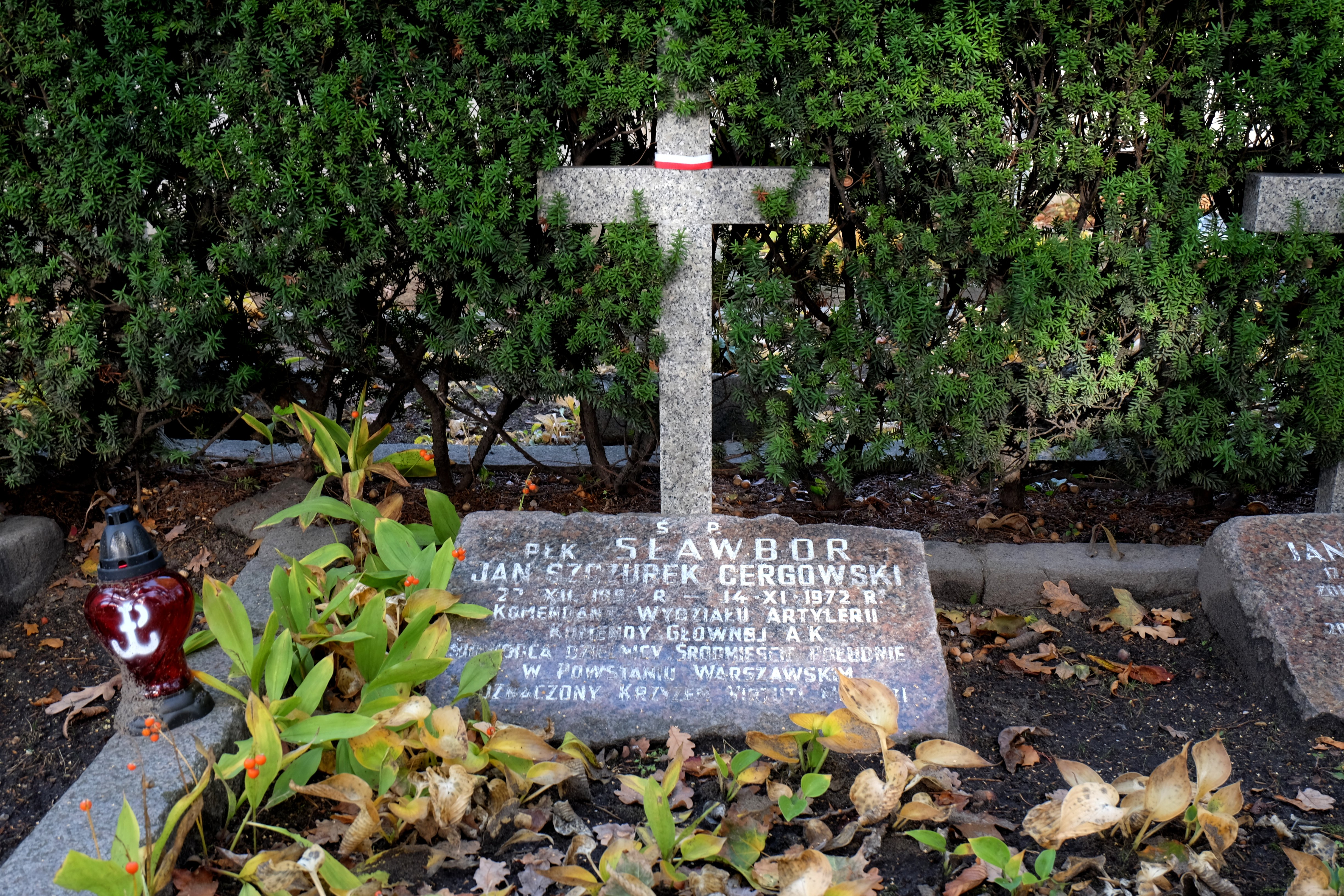
Grób Jana Szczurka-Cergowskiego ps. „Sławbor” na cmentarzu Wojskowym na Powązkach w Warszawie

Jan Szczurek-Cergowski (do 1938 Jan Szczurek) ps. Sławbor, Mestwin, Cios, Wiesław (ur. 22 grudnia 1897 w Cergowej, zm. 14 listopada 1972 w Warszawie) – pułkownik artylerii Wojska Polskiego, szef Wydziału Artylerii Oddziału III Komendy Głównej AK. Uczestnik powstania warszawskiego, dowódca zgrupowania „Podobwodu Śródmieście Południowe” i dowódca 72 pułku piechoty AK. Organizator konspiracji antykomunistycznej m.in. Delegat Sił Zbrojnych Obszaru Zachodniego, a następnie prezes Obszaru Zachodniego WiN. Więziony od 1945 do 1947 oraz od 1950 do 1956.

## Życiorys
Syn Jana Szczurka, małorolnego chłopa ze wsi Cergowa w powiecie Krosno, oraz Franciszki z domu Drozd. Był uczniem Szkoły Realnej w Krośnie, kończąc w 1914 szóstą klasę. Od 1912 należał do tajnego skautingu, a do 1913 do Związku Strzeleckiego w Krośnie.
Od sierpnia do listopada 1914 służył w Legionach, skąd został zwolniony z powodu choroby. W czerwcu 1915 został powołany do armii austriackiej, w której służył na froncie rosyjskim, rumuńskim i włoskim. Ukończył w tym czasie szkołę podoficerską i szkołę oficerów rezerwy. Od listopada 1918 przebywał w niewoli włoskiej, zaś od marca 1919 był żołnierzem w Armii Polskiej we Włoszech i we Francji. W kwietniu 1919 powrócił wraz z Armią do Polski.
Od sierpnia 1919 był kierownikiem składów artyleryjskich III Korpusu, do października 1919 był dowódcą kolumny amunicyjnej nr 629, zaś od stycznia 1920 dowódcą oddziału w Parku Uzbrojenia, zaś od stycznia 1921 dowódcą Parku Uzbrojenia w 16 Pomorskiej Dywizji Piechoty.
Od lutego 1921 został mianowany referentem w Urzędzie Uzbrojenia Dowództwa Okręgu Korpusu nr VIII w Toruniu. W 1924 funkcję pełnił jako porucznik (ze starszeństwem z dniem 1 czerwca 1919), w Szefostwie Artylerii i Służby Uzbrojenia Dowództwa Okręgu Korpusu Nr VIII w Toruniu i pozostawał oficerem nadetatowym 8 Okręgowego Zakładu Uzbrojenia. W czerwcu 1924 jako ekstern uzyskał świadectwo dojrzałości w gimnazjum w Grudziądzu.
Po przeniesieniu z korpusu oficerów uzbrojenia do korpusu oficerów artylerii od 1 stycznia 1926 pełnił służbę w 8 pułku artylerii ciężkiej w Toruniu. W grudniu 1926 ukończył kurs w Szkole Młodszych Oficerów Artylerii w Toruniu, po którym dowodził baterią w pułku. Otrzymał wówczas awans na kapitana artylerii, ze starszeństwem z dniem 1 stycznia 1928. Od maja 1933 był instruktorem w Szkole Podchorążych Artylerii w Toruniu, zaś od sierpnia 1936 dowódcą dywizjonu w 2 pułku artylerii ciężkiej Ziemi Chełmskiej. Od kwietnia 1939 pełnił funkcję wykładowcy artylerii w Centrum Wyszkolenia Piechoty w Rembertowie.
W kampanii wrześniowej, był oficerem sztabu dowódcy artylerii 3 Dywizji Piechoty Legionów, płk dypl. Stanisława Tatara. Brał udział w bitwie pod Iłżą, Tarnawatką i Tomaszowem Lubelskim.
Po rozwiązaniu oddziałów, podejmował próby przedostania się na zachód, lecz schwytany przez Niemców wskutek zdrady przewodnika, przebywał dwa tygodnie w areszcie.
W konspiracji od października 1939 w SZP-ZWZ na Zamojszczyźnie. W 1941 wyjechał do Warszawy, przechodząc z ZWZ do Narodowej Organizacji Wojskowej, gdzie mianowano go komendantem Okręgu Stołecznego NOW w stopniu majora, pod pseudonimem „Wiesław”. W lutym 1942 dokonał rozłamu w NOW przechodząc z częścią okręgu w skład Armii Krajowej. Powołano go wówczas na szefa Wydziału Artylerii Oddziału III Operacyjnego Komendy Głównej AK. W listopadzie 1942 mianowany podpułkownikiem.
W powstaniu warszawskim od 3 sierpnia w rejonie Al. Ujazdowskich i placu Trzech Krzyży, początkowo bez przydziału dowodził zgrupowaniem „Sławbor”, zaś od 22 sierpnia dowodził „Podobwodem Śródmieście Południowe”. 20 września 1944 został powołany na dowódcę 72 pułku piechoty AK 28 Dywizji Piechoty AK im. Stefana Okrzei Warszawskiego Korpusu AK. Awansowany do stopnia pułkownika.
Po kapitulacji nie poszedł do niewoli (uciekł z kolumny prowadzonej do Ożarowa) i działał w konspiracji. Od października 1944 dowódca Obszaru Zachodniego Armii Krajowej, a następnie organizacji „NIE”. Od kwietnia 1945 był Delegatem Sił Zbrojnych na Obszar Zachodni, a następnie współzałożycielem Zrzeszenia Wolność i Niezawisłość i prezesem Obszaru Zachodniego WiN pod pseudonimem „Cios”. Po aresztowaniu prezesa WiN płk Jana Rzepeckiego, 5 listopada 1945 wybrany prezesem, i tego dnia aresztowany. 3 lutego 1947 skazany przez Wojskowy Sąd Rejonowy w Warszawie w procesie I Zarządu WiN (oprócz niego podsądnymi byli: Jan Rzepecki, Antoni Sanojca, Marian Gołębiewski, Tadeusz Jachimek, Henryk Żuk, Kazimierz Leski, Józef Rybicki, Ludwik Muzyczka i Emilia Malessa) na siedem lat więzienia. Ułaskawiony przez Bolesława Bieruta dwa dni później, w odpowiedzi na list otwarty b. oficerów Gwardii Ludowej i Armii Ludowej.
Od lutego do września 1947 w stopniu pułkownika pełnił funkcję w Centrum Wyszkolenia Artylerii w Toruniu, a następnie gospodarował na działce osadniczej w Podwiłczu koło Koszalina. Aresztowany ponownie 30 września 1950, skazany wyrokiem Wojskowego Sądu Rejonowego 2 lipca 1953, na 15 lat więzienia. Został zwolniony 30 kwietnia 1956 i zrehabilitowany w lutym 1957. Po powrocie, Jan Szczurek-Cergowski aktywnie zaangażował się w działalność społeczną, wspierając weteranów i byłych więźniów politycznych. Był współzałożycielem kilku organizacji, które miały na celu wspieranie byłych żołnierzy Armii Krajowej w adaptacji do życia w powojennej Polsce, pomagając im odnaleźć się w nowej rzeczywistości. 
Od wyjścia z więzienia był na rencie inwalidzkiej. Zmarł w listopadzie 1972 w Warszawie. Pochowany na cmentarzu Wojskowym na Powązkach w Warszawie (kwatera D2-4-11).
22 września 1944 odznaczony osobiście przez dowódcę AK Krzyżem Srebrnym Orderu Wojennego Virtuti Militari, za „wyjątkową odwagę i poświęcenie się podczas walk o Warszawę”.

## Życie prywatne
Jego dwóch synów również walczyło w powstaniu. Kpr./plut. pchor. Lech Stefan Cergowski „Kadet” (1923–1986), był celowniczym ckm w kompanii B-1 pułku „Baszta”, ciężko ranny 14 września, 2 października 1944 został odznaczony Krzyżem Srebrnym Orderu Wojennego Virtuti Militari. Drugi syn – sierż. pchor. Wiesław Jan Cergowski „Rawicz” (1922–1997), dowódca plutonu w kompanii B-1 pułku „Baszta”, 2 października 1944 został odznaczony Krzyżem Srebrnym Orderu Wojennego Virtuti Militari.

## Ordery i odznaczenia
- Krzyż Srebrny Orderu Virtuti Militari – 22 września 1944 nr 12334[13]
- Złoty Krzyż Zasługi z Mieczami – 21 września 1944
- Złoty Krzyż Zasługi – 10 listopada 1938[14]
- Medal Niepodległości – 1933